# Christian Benteke
Christian Liolo Benteke (* 3. Dezember 1990 in Kinshasa, Zaire) ist ein belgisch-kongolesischer Fußballspieler. Er steht seit 2022 bei D.C. United in der Major League Soccer unter Vertrag.

## Karriere

### Verein
Benteke begann im Alter von sechs Jahren bei Jeunesse Sportive Pierreuse – das seine Heimstätte im gleichnamigen Stadtteil von Lüttich hat – auf Vereinsebene Fußball zu spielen. Nach acht Jahren ging er schließlich in die Jugendabteilung des benachbarten Erstligisten Standard Lüttich. Dort blieb er zwei Jahre und wechselte dann zum KRC Genk, bei dem er in seinem zweiten Jahr dem Profikader angehörte. So gab er bereits im Alter von 17 Jahren sein Debüt in der ersten belgischen Liga im Spiel gegen die VV St. Truiden. Im weiteren Verlauf der Saison kam er zu erneuten Kurzeinsätzen, blieb aber auch in der folgenden Spielzeit nur Reservist. Deshalb kehrte er zu Standard Lüttich zurück, erzielte dort drei Tore in neun Spielen und wurde am Ende der Saison belgischer Meister. Um jedoch dauerhaft genügend Spielpraxis zu erhalten, verlieh ihn Lüttich zunächst an KV Kortrijk und danach an den KV Mechelen. Nach Ende der jeweiligen Leihgeschäfte bestritt er jeweils ein paar Kurzeinsätze für Standard, wurde aber schließlich erneut an den KRC Genk abgegeben. Mit dem damals amtierenden Meister spielte er in der Champions League und schied dort in der Gruppenphase als Tabellenletzter aus. In der Liga qualifizierte er sich mit Genk aber erneut für den internationalen Wettbewerb. In der Europa League und in der Liga kam er für Genk noch zum Einsatz, wechselte aber noch vor Schließung des Transferfensters nach England zu Aston Villa. In seinem ersten Spiel für Villa am 4. Spieltag der Saison 2012/13 gegen Swansea City erzielte er das 2:0-Siegtor. In der Saison 2013/14 erzielte er in 26 Spielen zehn Tore für Aston Villa, musste aber Anfang April einen schweren Rückschlag hinnehmen. Beim Training verletzte er sich schwer und zog sich einen Riss der Achillessehne zu. Durch den Ausfall fehlte er dem belgischen Nationalteam auch bei der Fußball-Weltmeisterschaft 2014.
Zur Saison 2015/16 wechselte Benteke zum FC Liverpool und erzielte neun Ligatreffer für sein neues Team. Im August 2016 wechselte er zu Crystal Palace. Dort gelangen ihm in der Premier League 2016/17 fünfzehn Tore für die Mannschaft aus London. Nach drei für ihn deutlich schlechter verlaufenen Spielzeiten, konnte er in der Premier League 2020/21 noch einmal mit zehn Toren auf sich aufmerksam machen. Nach sechs Jahren bei Crystal Palace unterschrieb der 31-Jährige im August 2022 einen Vertrag beim US-amerikanischen Verein D.C. United. Dort absolvierte er bis zum Ende der Saison 2024 68 Spiele in der Regular Season, traf dabei 38 Mal und ist mittlerweile auch Kapitän der Mannschaft. 2024 wurde er zudem Torschützenkönig in der MLS.

### Nationalmannschaft
Mit der belgischen U-17-Auswahl nahm er 2007 an der U-17-Europameisterschaft im eigenen Land teil und erreichte dort das Halbfinale gegen den späteren Sieger Spanien; sein einziges Tor schoss er im Spiel gegen Island. Im Anschluss daran fand wenig später die U-17-Weltmeisterschaft in Südkorea statt. Dabei schied er mit Belgien in der Gruppenphase aus und schoss eines von nur drei Toren der Belgier. Danach spielte er für weitere U-Nationalmannschaften, nahm mit diesen aber an keinem Turnier mehr teil. Sein Debüt in der A-Nationalmannschaft gab er am 19. Mai 2010 im Spiel gegen Bulgarien, als er in der 65. Minute für Romelu Lukaku eingewechselt wurde. 2010 bestritt er dann noch zwei weitere Länderspiele und kam danach erst im Jahre 2012 wieder zu Länderspieleinsätzen.
Bei der Fußball-Europameisterschaft 2016 in Frankreich wurde er in das Aufgebot Belgiens aufgenommen. Zweimal kam er in den Gruppenspielen zum Einsatz, als er gegen Irland und gegen Schweden jeweils in den Schlussminuten eingewechselt wurde. Das Team schied im Viertelfinale aus.
Im Qualifikationsspiel gegen Gibraltar zur Fußball-Weltmeisterschaft 2018 erzielte er am 10. Oktober 2016 nach sieben Sekunden das bis dahin schnellste Tor in einem WM-Qualifikationsspiel, obwohl Gibraltar den Anstoß der Partie ausgeführt hatte. Zuvor hatte diesen Rekord der San-Marinese Davide Gualtieri inne, der im Jahr 1993 gegen England nach nur acht Sekunden traf. Er stand im erweiterten Aufgebot zur WM, schließlich wurde er aber nicht nominiert. Zur Fußball-Europameisterschaft 2021 wurde er in den belgischen Kader berufen und kam zu einem Einsatz.
Bis zu seiner letzten Berufung im März 2022 absolvierte Benteke 45 Länderspiele und erzielte dabei 18 Treffer für Belgien.

## Titel und Erfolge
- Belgischer Meister: 2009
- Torschützenkönig der Major League Soccer: 2024
- MLS Best XI: 2024

## Sonstiges
Sein jüngerer Bruder Jonathan Benteke (* 1995) ist ebenfalls Fußballspieler. In der Spielzeit 2016/2017 standen sie gemeinsam bei Crystal Palace unter Vertrag.